# 조여적
조여적(趙汝籍, ?~?) 선조(宣祖) 때의 기인이다. 호는 용잠거사(龍岑居士)이다. 청학산인  편운자의 문인이다. 그의 문하에 들어가 60 여년간을 스승과 지내면서 직접 보고 들은
내용을 적은 《청학집(靑鶴集)》을 지어 한국 도교의 내력을 자기나름대로 밝혔다.
청학집에는 도인들이 서로 주고 받은 시가 많고 우리 문학상에 드물게 도가 작품이란 점에서 그들의 초탈한 기상과 표현은 높이 평하기에 부족함이 없다 하겠다.

## 저서
- 《청학집(靑鶴集)》

## 참고 문헌
- 이 문서에는 다음커뮤니케이션(현 카카오)에서 GFDL 또는 CC-SA 라이선스로 배포한 글로벌 세계대백과사전의 내용을 기초로 작성된 글이 포함되어 있습니다.